# 1400
Évszázadok: 13. század – 14. század – 15. század
Évtizedek: 1350-es évek – 1360-as évek – 1370-es évek – 1380-as évek – 1390-es évek – 1400-as évek – 1410-es évek – 1420-as évek – 1430-as évek – 1440-es évek – 1450-es évek
Évek: 1395 – 1396 – 1397 – 1398 –  1399 – 1400 – 1401 – 1402 – 1403 – 1404 – 1405

## Események
1400 a 14. század utolsó éve.
- február – II. Lajos (címzetes) nápolyi király trónfosztása.
- IV. Henrik angol király elfojtja a bárók felkelését. Kent, Huntingdon és Salisbury grófját kivégzik, mivel megkísérelték II. Richard visszahelyezését a trónra.
- július 10. – László nápolyi király (III. Károly fia) tényleges uralkodásának kezdete (1414-ig uralkodik).
- augusztus 20. – Vencel német királyt megfosztják trónjától (Csehországban még 1419-ig uralkodik).
- augusztus 21. – Pfalzi Rupertet német királlyá választják (megkoronázzák 1401-ben, 1410-ig uralkodik).
- november 13. – IX. Bonifác pápa megerősíti a Széchyek kegyúri jogát a szentgotthárdi ciszterci apátság felett.
- Jean Froissart megírja krónikáját.
- A Mediciek hatalomra jutnak Firenzében, Nápolyban pedig bankfiókot nyitnak.
- Luxemburgi Zsigmond Magyarországot elhanyagoló politikájával magára haragítja a bárók legnagyobb részét.
- december 1. – Michele Steno velencei dózse megválasztása (1413-ig uralkodik).
- Mivel a bíróság 1394-ben veszprémi káptalan javára ítéli meg a Zádor-várral kapcsolatos birtokvitát, a Vezsenyi família kénytelen elhagyni a várat, helyette a közeli Nagyvázsony belterületén hoznak létre újabb szállást.

1400 az irodalomban

## Születések
- Gilles Binchois burgundiai zeneszerző. (valószínű dátum)
- Guillaume Dufay burgundiai zeneszerző. (valószínű dátum)
- Jean Brassart németalföldi zeneszerző. (valószínű dátum)

## Halálozások
- január 5. – John Montacute, Salisbury grófja (kivégzik).
- január 7. – Thomas Holland, Surrey hercege, Kent grófja (kivégzik).
- január 16. – John Holland, Exeter hercege, Huntingdon grófja (kivégzik).
- február 14. – II. Richárd angol király (meggyilkolják, * 1367).
- augusztus 16. – Aragóniai Péter szicíliai királyi herceg és trónörökös, I. Mária szicíliai királynő és Ifjú Márton aragón infáns és szicíliai király fia (* 1398)
- október 25. – Geoffrey Chaucer angol költő (* 1343).